# Edson Velandia
Edson Velandia (Piedecuesta, Santander, 19 de noviembre de 1975) es un músico, compositor, actor, escritor y compositor de bandas sonoras colombiano.En su estilo ecléctico combina géneros como el folclor colombiano, el rock y la trova en un estilo al que ha denominado rasqa.

## Trayectoria
Nació en Piedecuesta en una familia donde había músicos dedicados a la música tradicional colombiana. Su padre es el humorista Germán Velandia y su madre es Olga Cecilia Corredor. Alternó su trabajo como profesor con la música.
Su primera agrupación fue Cabuya, activa en los años 2000 y cuyo legado perdura en la memoria creativa de muchos músicos y músicas de la escena alternativa colombiana. Esta agrupación fue fundada y liderada por el músico santandereano Sergio Arias Amaya, exintegrante de Sidestepper y posteriormente fundador de Malalma. Arias fue compositor, productor y cantante de Cabuya, donde Velandia participó como guitarrista y compositor hasta el año 2006.
La experiencia artística en Cabuya marcó significativamente tanto la visión estética como el enfoque conceptual de Velandia. El grupo, liderado por Arias, se caracterizaba por la fusión de géneros tradicionales colombianos con sonidos contemporáneos, el uso del lenguaje popular y una aproximación crítica y performativa a la música. Estos elementos estarían presentes en sus proyectos posteriores, como Velandia y La Tigra, Velandia Big Band y Velandia y su Orfestra.
La formación de Sergio Arias en el Teatro La Candelaria, cuna del teatro político y experimental en Colombia, imprimió en Cabuya una dimensión performativa y dramatúrgica, visible en su propuesta escénica híbrida de música y teatro. Esta sensibilidad teatral se manifestó más tarde en la creación del personaje "El Burro" por parte de Edson Velandia, cuya cabeza de burro simboliza la mezcla de lo urbano y lo rural, y funciona como un dispositivo escénico cargado de sátira social, herencia claro‑directa de esa tradición dramatúrgica.
En 2017 presentó «La Sinfonía Municipal n°. 4» en el Teatro Mayor Julio Mario Santo Domingo de Bogotá como parte del Festival Jazz al Parque con la orquesta Velandia Big Band. En 2022 presentó Panfletos con Adriana Lizcano.

## Discografía
- Sócrates (2006)
- El Karateka (2016)
- Montañero (2018)

### Bandas sonoras
- La sociedad del semáforo (2010)
- El valle sin sombras (2015)
- Pariente (2016)

### Con Adriana Lizcano
- Panfletos (2022)

### Con Velandia y La Tigra
- Once rasqas (Cinechichera Producciones, 2007)
- Superzencillo (Cinechichera Producciones, 2009)
- Oh, Porno! (Cinechichera Producciones, 2010)
- Egippto: reqien rasqa pa cielito (Cinechichera Producciones, 2011)
- La Lengua del León (EP) (Cinechichera Producciones, 2011)
- Proverbios burros (2023)